# Damien Perrier
 (octobre 2018).
Pour les articles homonymes, voir Perrier.
Damien Perrier est un golfeur professionnel français né le 6 juillet 1989 à Rennes (Bretagne) en France.
Sur le circuit professionnel depuis 2007, Perrier a joué sur les circuits de l'Alps Tour et du Pro Golf Tour, sur lesquels il a remporté un tournoi à chaque fois. En finissant 3e lors de la saison 2015 de l'Alps Tour, il gagna sa place au sein du Challenge Tour pour la saison suivante. Damien remporta son premier tournoi du Challenge Tour en mai 2016 au D+D Real Czech Challenge.
En 2017, Perrier accède au Tour Européen PGA, le circuit de golf professionnel le plus important en Europe. Il n'arrivera pas à conserver sa carte pour la saison suivante.
En 2018, après une 6e place sur le tournoi du Cordon Golf Open à Pléneuf-Val-André, Damien Perrier signe un partenariat avec Bluegreen (parcours de golf en France) et devient l'un des ambassadeurs de la marque.

## Palmarès professionnel
| Date | Tournoi                                   | Pays               | Score                 |
| ---- | ----------------------------------------- | ------------------ | --------------------- |
| 2016 | D+D Real Czech Challenge (Challenge Tour) | République Tchèque | −24 (69-65-62-68=264) |

| Date | Tournoi                                     | Pays   |
| ---- | ------------------------------------------- | ------ |
| 2009 | Open International de Normandie (Alps Tour) | France |
| 2012 | Amelkis Classic (EPD Tour)                  | Maroc  |